# Giuseppe Muscat Azzopardi
Giuseppe Muscat Azzopardi, in maltese Ġużè Muscat Azzopardi (Curmi, 1º settembre 1853 – La Valletta, 4 agosto 1927), è stato un avvocato, scrittore e linguista maltese, considerato il padre della letteratura maltese moderna.

## Biografia
Dei suoi tre figli, Ivo, Gino e Anton, i primi due seguirono le orme paterne, mentre Anton divenne un famoso compositore.
Dopo gli studi al seminario di Mdina e all'Università di Malta, nel 1875 consegue la laurea in giurisprudenza. Diventa commentatore sociale, attivista e politico, nonché critico letterario e teatrale. Fu anche fondatore di riviste e periodici di cultura in lingua maltese. Gli fu concesso un seggio all'Accademia di lingua maltese, della quale divenne in seguito presidente e poi presidente emerito, sino alla morte. Fu attivo nella produzione letteraria e narrativa, e come traduttore.

## Opere

### Novelle
Le sue novelle su base storica, Toni Bajjada (1878), Mattew Callus (1878), Vicu Mason (1881), Susanna (1883), Ċejlu Tonna (1886), Ċensu Barbara (1893) e Nazju Ellul (1909), sono scritte al passato. Sono caratterizzate dall'approfondimento psicologico dei personaggi.

### Poesia
Sperimentò la flessibilità della lingua maltese come mezzo di espressione poetica. Molti componimenti sono pubblicati nel Ġabra ta' Poeżiji bit-Taljan u bil-Malti (1876), Ħamsin poeżija bil-Malti (1890) e nella più recente raccolta Ġabra sħiħa ta' Sunetti bi Studju fuqhom tal-Kittieb Innifsu (1956).
La sua poesia riprese elementi dall'ambiente circostante e toccò temi sociali, che furono anche di ispirazione diretta per altri poeti. Riteneva di avere una missione educativa con la sua poesia, che è spesso didattica.

### Traduzioni
- Dall'italiano
  - Pawlu Xara (1879),
  - L-Għarusa tal-Mosta (1879)
  - Il-Ħalliel it-Tajjeb (1901)
  - Il-Quddiesa (1902)
  - Storja ta' Malta (1903)
- Dal latino:
  - Il-Għasar tal-Madonna (1878),
  - Vangelo secondo Matteo (San Mattew, 1895),
  - Il-Missal (1918)
  - Vangelo secondo Marco (San Mark, 1915)
  - Vangelo secondo Luca (San Luqa, 1916)
  - Vangelo secondo Giovanni (San Ġwann, 1917)
  - L-Ktieb ta' l-Appostli ta' San Luqa (1924) .